# Typhloroncus xilitlensis
Typhloroncus xilitlensis är en spindeldjursart som beskrevs av William B. Muchmore 1986. Typhloroncus xilitlensis ingår i släktet Typhloroncus och familjen Ideoroncidae. Inga underarter finns listade i Catalogue of Life.